# Miconia crenata
Pour les articles homonymes, voir Radié macaque.
Espèce
Synonymes
- Clidemia elegans (Aubl.) D. Don
- Clidemia hirta (L.) D. Don
- Clidemia hirta var. chrysantha Cogn.
- Clidemia hirta var. elegans (Aubl.) Griseb.
- Maieta hirta (L.) M. Gómez
- Melastoma crenatum Vahl
- Melastoma elegans Aubl.
- Melastoma hirtum L.
- Melastoma pauciflorum Desr.[1]

Miconia crenata (anciennement nommée Clidemia hirta (L.) D. Don) est une espèce de plantes à fleurs dicotylédones de la famille des Melastomataceae. C'est un arbuste originaire d'Amérique centrale et d'Amérique du Sud.
Elle est considérée comme une plante envahissante à La Réunion et dans beaucoup de régions tropicales où elle s'est naturalisée.

## Noms vernaculaires
Elle est connue en Guyane sous les noms de Radié macaque (créole), Ka'a ɨyui (Wayãpi), Kasiuβan (Palikuyene), Pixirica, Catininga (portugais), (man) suku wiwii (Aluku)
Dans les Antilles françaises, on l'appelle Zèb kotlet [herbe-côtelette] (Guadeloupe), Zèb krékré [herbe cré-cré] (Martinique), Bonbon blé, Zo manikou, Zeb plon, Bwa jak, Bonbon mèl, Kak mèl, Radjé makak ou Tabak bèf.
À la Réunion, on la connaît sous le nom de Tabac-bœuf.
Ailleurs, on l'appelle Soapbush, Clidemia, Koster's curse (anglais), cordobán peludo de Cuba (espagnol), Hirten-Schwarzmundgewaechs (allemand), Clidemia, Clidémie hérissée (français), Faux vatouk, Kaurasiga, Kauresinga, Kkúi, Mbona na mbulamakau, Ndraunisinga, Roinisinga, Vuti.

## Description
Miconia crenata est un arbuste ou un arbrisseau vivace, densément ramifié, qui peut atteindre  5 m de haut, mais qui généralement ne dépasse pas 0,5 à 3 m de haut. Dans les zones très exposées au vent, il prend un port rampant et atteint moins d'un mètre de haut. Les tiges, rameaux, pétioles et calices des fleurs sont entièrement garnis de poils roux ou grisâtres, tuberculés à la base.
Les feuilles opposées, ovales, membraneuses, celles d’une même paire parfois inégales, peuvent atteindre 15 cm de long sur 8 cm de large. Elles comptent trois nervures principales, vert foncé, arquées, et sont bordées de marges dentées et ciliées,.

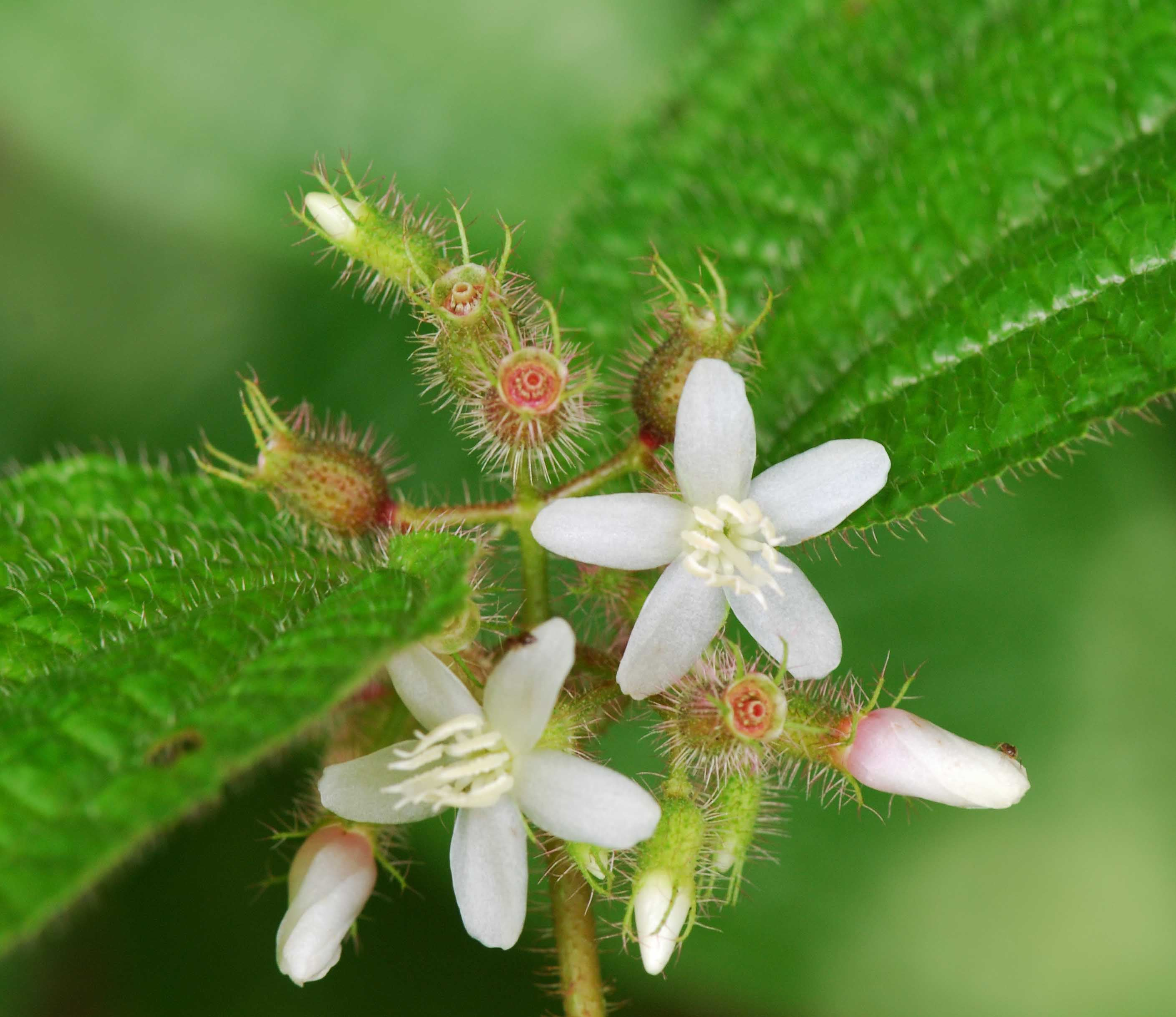
Fleurs et jeunes fruits.

Les fleurs, portées par de courts pédicelles, mesurent de 0,5 à 1 cm de diamètre et sont groupées en cymes axillaires ou terminales de 6 à 20 fleurs. Elles ont un calice couvert de longs poils étalés, cinq pétales blancs ou roses, obtus et 10 étamines blanches de 7 à 8 mm de long. Elle fleurissent toute l'année.
Les fruits sont des baie(baies) elliptiques, de 6 à 8 mm de long, barbues, à rebord annulaire, groupées en grappes, qui passent du vert au bleu-noir ou au pourpre foncé à mesure qu'ils mûrissent. Ils contiennent une centaine de graines,.

## Distribution et habitat
Originaire d’Amérique tropicale, Miconia crenata est largement naturalisée dans les zones de climat tropical humide, jusqu'à 1200 m d'altitude. On la trouve dans beaucoup d’îles de l’océan Indien et du Pacifique, en Australie, en Asie du sud, en Inde et en Afrique orientale.
Aux Antilles, c’est une plante rudérale assez ubiquiste, préférant les zones humides.
En Guyane, elle est considérée comme une rudérale de végétation secondaire.

## Espèce exotique envahissante
Miconia crenata a été inscrite sur la liste des 100 envahisseurs « les pires au monde », par le Groupe de spécialistes des espèces envahissantes de l'UICN
Elle s'est naturalisée hors de son aire d'origine dans beaucoup de régions tropicales, notamment de l'océan Indien, d'Asie du Sud, en Afrique de l'Est et dans certaines îles du Pacifique (dont Hawaï et l'Australie) où elle est devenue une espèce exotique envahissante. Elle peut se comporter comme une adventice des pâturages humides, des prairies ouvertes, des plantations, des bords de routes, des forêts claires humides, des zones ripicoles, des lisières forestières et des forêts tropicales. Miconia crenata peut former des fourrés denses qui étouffent les plantations, les pâturages et la végétation indigène. La perturbation est un élément clé dans l'établissement et l'invasion de la plante : feux de forêt, glissements de terrain, tempêtes et autres formes de perturbation du sol (ex. : fouissage par les porcs) accélèrent la dominance de Miconia crenata (Smith non daté; Peters 2001). Dans son habitat d'origine, Miconia crenata se confine aux zones ouvertes et ne devient dominante qu'environ douze mois après la perturbation, notamment dans les cultures sur brûlis (Burkhart Pers. Comm, dans Smith non daté).
À Hawaï, toutes les nouveaux fronts de colonisation de Miconia crenata commencent le long des sentiers ouverts ou d'autres zones perturbées : elle remplace alors les espèces endémiques autrefois dominantes dans les forêts et menace leur extinction.
Elle est considérée comme l'une des espèces envahissantes les plus problématiques aux Comores, à La Réunion (où elle s'est implantée récemment sur la côte Est, dans les plantations de vanille), aux Seychelles et à Maurice (dans les fourrés de Val Riche),,.
Au Sri Lanka, elle envahit les zones humides et les forêts de l'arrière-pays, en particulier dans les chablis et autres trouées forestière, empêchant la recolonisation par les espèces indigènes.
Miconia crenata porte un statut de "noxious weed" (mauvaise herbe nuisible) à Hawaï et en Australie (Territoire du Nord, et le Queensland, où une infestation découverte en 2001 à Julatten, proche de Mount Molloy, menaçait de se propager dans les parcs nationaux de Mount Lewis et de Mowbray).

### Stratégie de lutte
Pour maintenir Miconia crenata hors d'une zone, le principal objectif de gestion est de minimiser et de prévenir les perturbations (Smith, non daté). L'arrachage manuel accompagné d'un traitement herbicide est une méthode de lutte efficace mais temporaire,,. L'espèce de thrips Liothrips urichi originaire de Trinidad est utilisée pour la lutte biologique : les premiers essais ont eu lieu aux Fidji en 1930 .
On recommande aussi fortement le contrôle des populations de cochons sauvages (Sus scrofa), pour réduire efficacement la propagation de Miconia crenata, car la perturbation du sol causée par ces animaux favorise l'établissement de plusieurs plantes envahissantes dont Miconia crenata et Morella faya.
Bien que les moutons contrôlent la plupart des mauvaises herbes dans les plantations, ils s'avèrent inefficaces sur Miconia crenata car ils ne la consomment pas(,.
Selon Mune et Parham (1967), il n'existe aucune lutte chimique efficace contre Miconia crenata, cependant, Teoh et al. (1982) signalent qu'elle est sensible aux applications de triclopyr. Norman et Trujillo (1995) ajoutent qu'un mycoherbicide contenant l'agent actif Colletotrichum gloeosporioides f.sp. clidemiae était aussi efficace contre Miconia crenata.

## Utilisations
Les fruits comestibles et antioxydants de Miconia crenata sont appelés bonbons bleus aux Antilles françaises.
On s'en sert aux Antilles pour soigner les plaies, les coupures, les affections vaginales et la diarrhée. Les racines écrasées dans de l'eau étaient jadis utilisées comme succédané du savon. On l'utilisait aussi comme poison de pêche de par ses propriétés ichtyotoxiques.
En Guyane, on l'emploie pour ses vertus cicatrisantes chez les Palikur et les créoles, notamment pour les vieilles plaies infectées récalcitrantes. Créoles et Saramaka, l'administrent aussi en bain de décoction des feuilles contre l'anémie palustre. Les Palikur l'emploient par ailleurs pour ses propriétés antidysentérique et antispasmodiques, et en cas de menstruations trop abondantes. Les Aluku l'emploient pour la toilette intime post-accouchement, et en bain rituel du bébé, probablement en raison de ses propriétés antibactériennes.
Dans le bas Amazone, les Caboclos l'utilisent pour soigner brûlures, irritations de la peau et piqûres d'insecte infectées.
Miconia crenata contient des quinones, des saponines, des tanins et des flavonoïdes en quantités variables selon ses différents organes. En raison des molécules potentiellement toxiques qu'elle contient, l'ingestion d'extraits de cette plante, sans avis médical, peut entrainer des atteintes au foie et aux reins.

## Histoire naturelle
En 1775, le botaniste Aublet propose la diagnose suivante pour Melastoma elegans (synonyme de Miconia crenata) : 
« MELASTOMA (elegans) foliis cordatis, piloſis, eleganter crenatis ; floribus corymboſis. (Tabula 167.) 

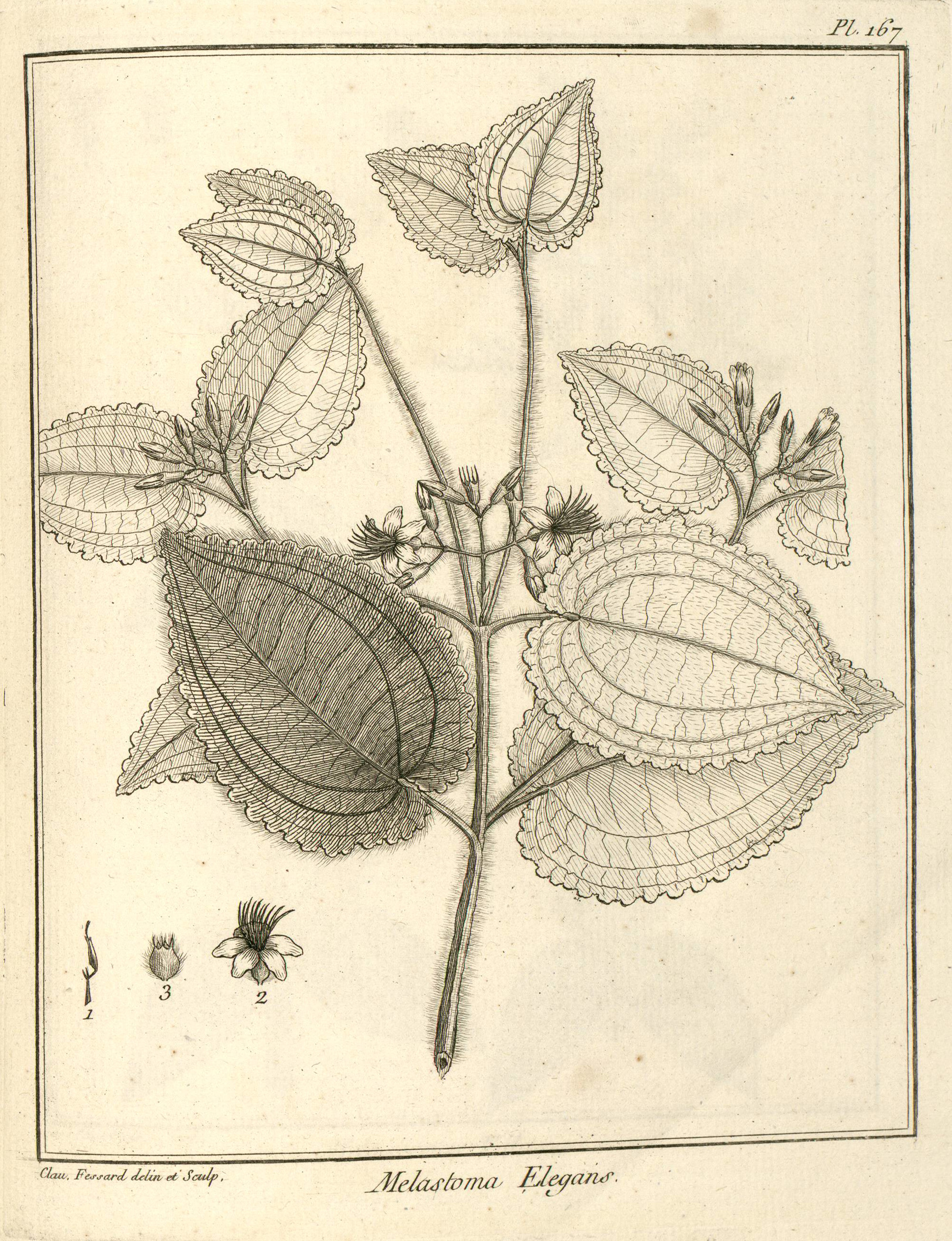
Miconia crenata par Aublet (1775)
1. Étamine. - 2. Fleur épanouie. - 3. Baie.

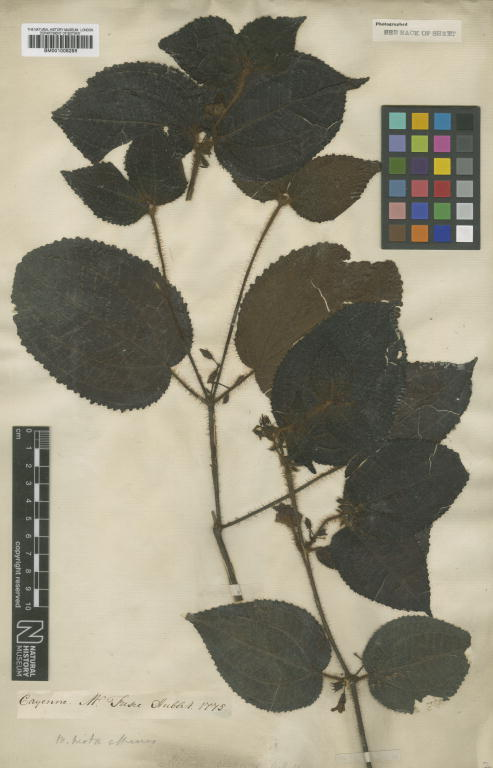
L'échantillon type de Miconia crenata par Aublet en Guyane.

Planta caules plures, obtusè tetragonos, rectos, ramoſos, bi aut tri-pedales, villoſos, ferrugineos, è radice emittens. Folia oppoſita, cordata, eleganter crenata, villoſa, ferruginea, quinque nervia, petiolata. Flores corymboſi, terminales, & in axillis ramulorum. Corolla alba, ſubcærulea. Stamina decem, uno verſu declinata. Antheræ longæ, apice membranaceo. Pericarpium : bacca globoſa, villoſa, cærulea 3 calici adnata, & ipſius denticulis coronata ; quinque-locularis, dulcis & edulis. 
Floret variis anni temporibus. 

Habitat Caiennæ in muris antiquis, & prope pradium Loyola. »

« LE MÉLASTOME élégant. (PLANCHE 167.).
Cette plante pouſſe du collet & ſa racine pluſieurs tiges rameuſes, qui s'élèvent à trois pieds environ ; elles ſont à quatre angles, couvertes de poils rouſſâtres. 
Les feuilles ſont deux à deux, oppoſées, diſpoſées en croix, entièrement couvertes de poils rouſſâtres, bordées par une dentelure donc les dents ſont arrondies, & marquées de cinq nervures, entre leſquelles ſont placées pluſieurs nervures tranſverſales. Par leur figure elles approchent aſſez bien de celles d'un cœur ; les plus grandes ont environ cinq pouces de longueur, & trois de largeur. 
Les fleurs viennent au milieu de la naiſſance de deux rameaux, & a leur extrémité, entre deux feuilles. Elles ſont ſur un pédoncule qui ſe diviſé en trois branches, dont chacune eſt garnie de trois fleurs de couleur blanche, teintes légèrement & bleu. 
Leur calice eſt en forme de coupe, évaſé en ſon limbe, be diviſé en cinq parties étroites & aiguës. 
Les pétales ſont au nombre de cinq, ovales, attaches par un onglet entre les divisions du calice. 
Les étamines ſont au nombre de dix, rangées ſur un diſque au deſſous de l'inſertion des pétales ; leur filet eſt large par le bas, & grêle vers le haut, ou eſt articulée une anthère donc la partie inférieure eſt fourchue, & la ſupérieure eſt membraneuſe, taillée en forme de bée \ elle eſt à deux bourſes qui s'ouvrent en deux valves. 
Le piſtil eſt un ovaire arrondi, ſurmonté d'un style, terminé par un stigmate obtus. 
L'ovaire devient, conjointement avec le calice, une baie velue, bleuâtre, ſucculente, à cinq loges, remplies de semences menues. 
II m'a paru que cette plante étoit bis-annuelle ; on la trouve à Caïenne & dans les environs des habitations, ſur-tout au bas des murailles de Loyola. 
Les enfans mangent ſes baies ; elles ſont douces & agréables. »

— Fusée-Aublet, 1775.

## Galerie

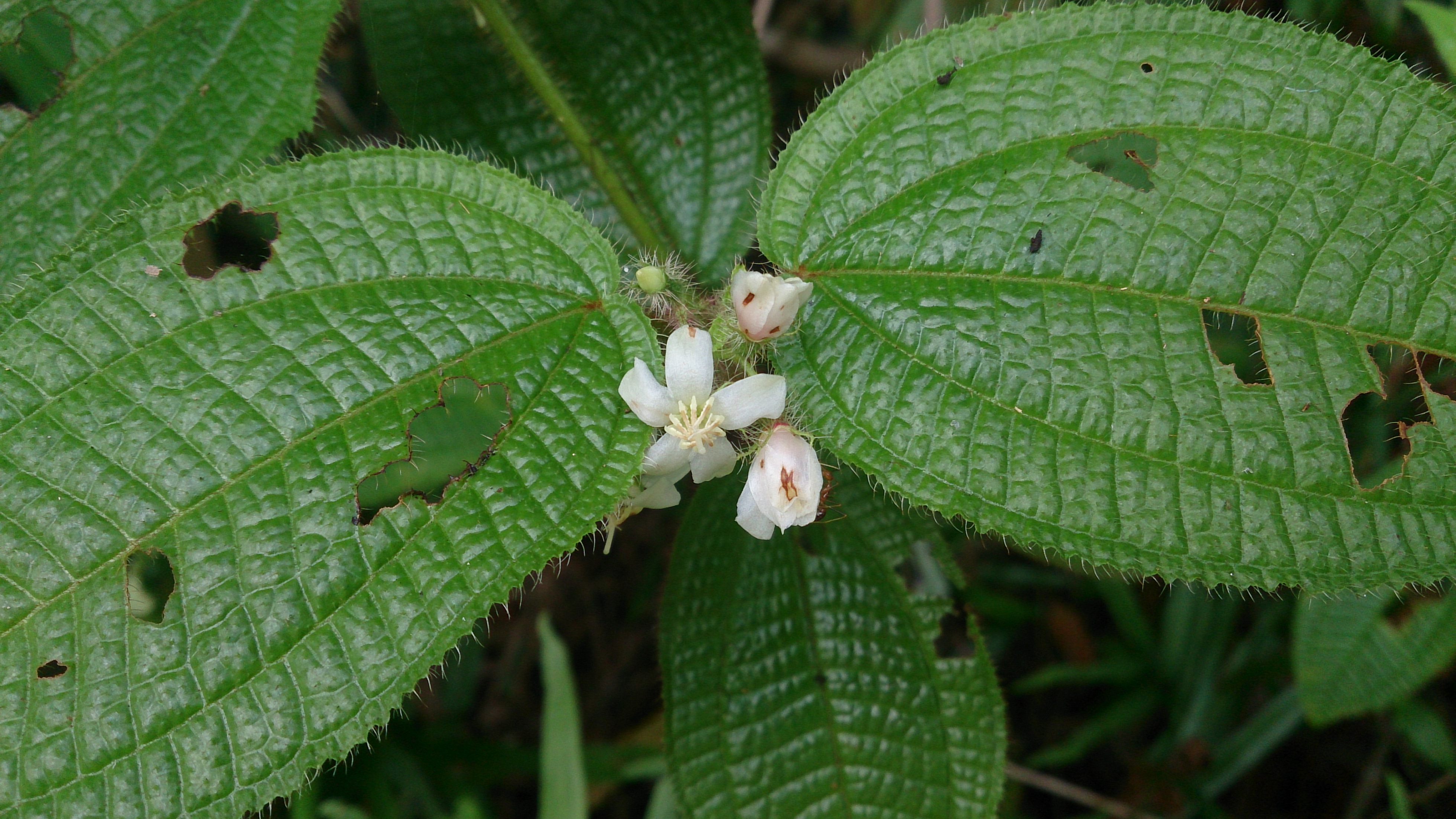
Fleurs.
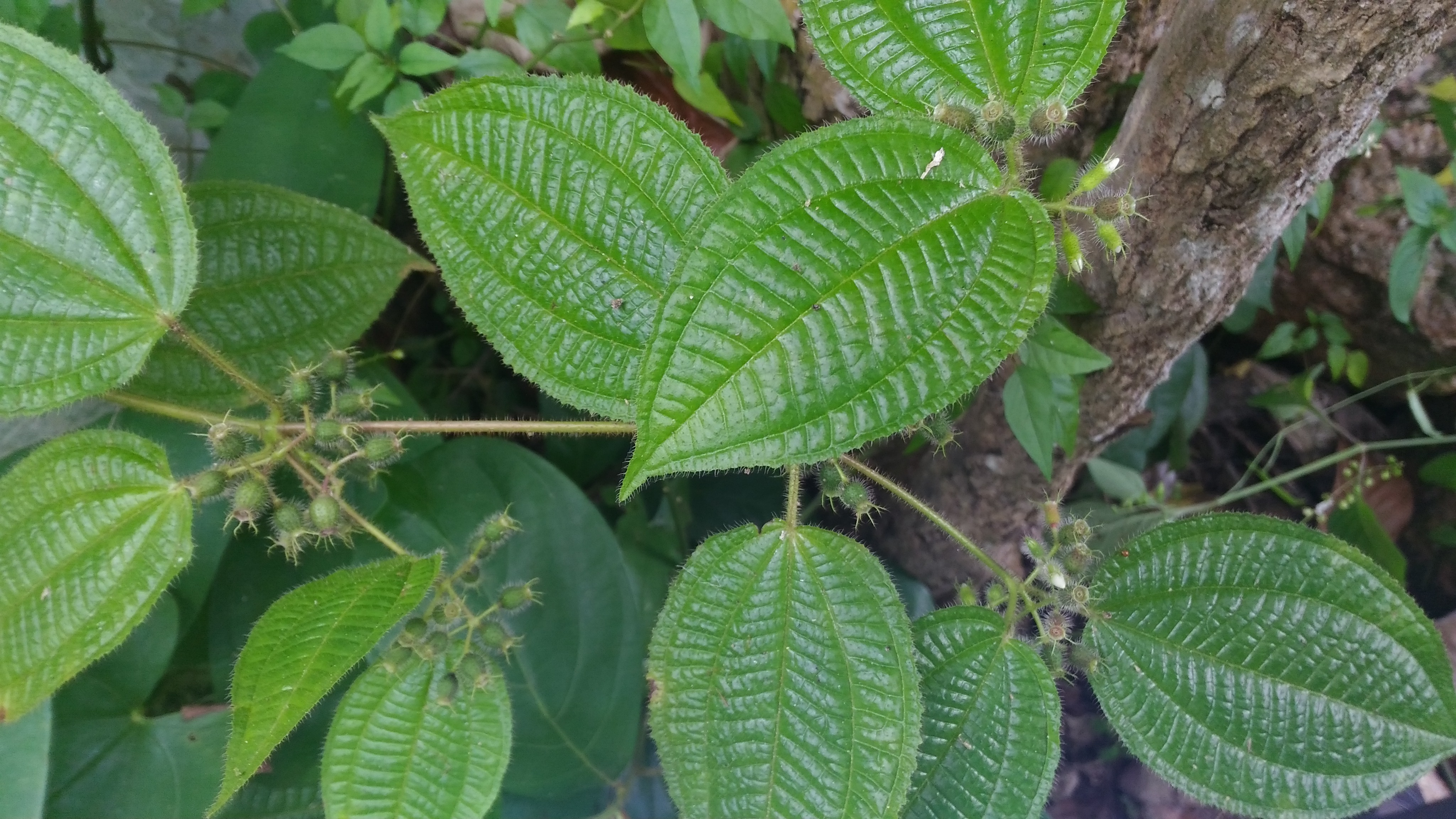
Aspect général.
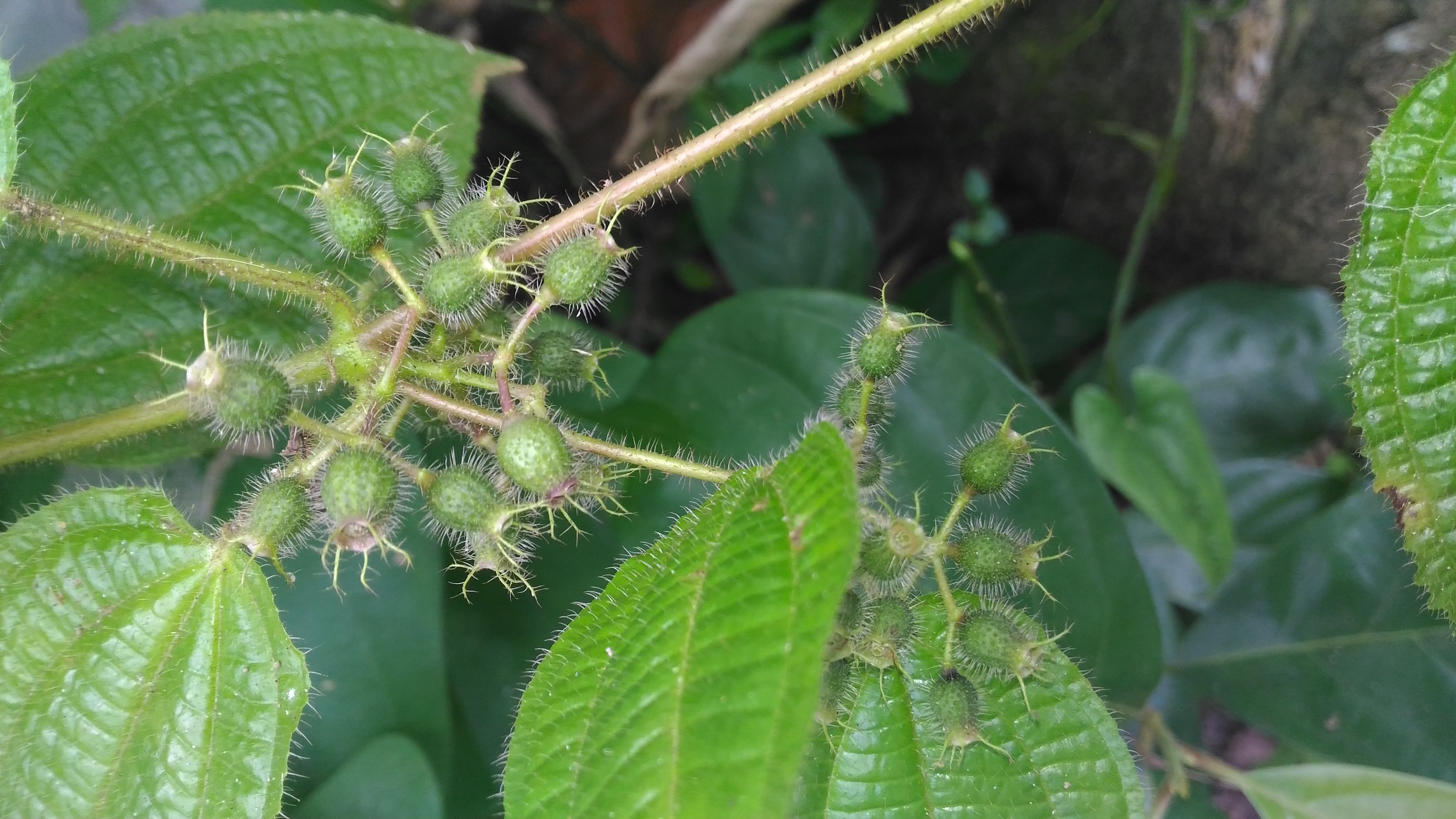
Jeunes fruits.
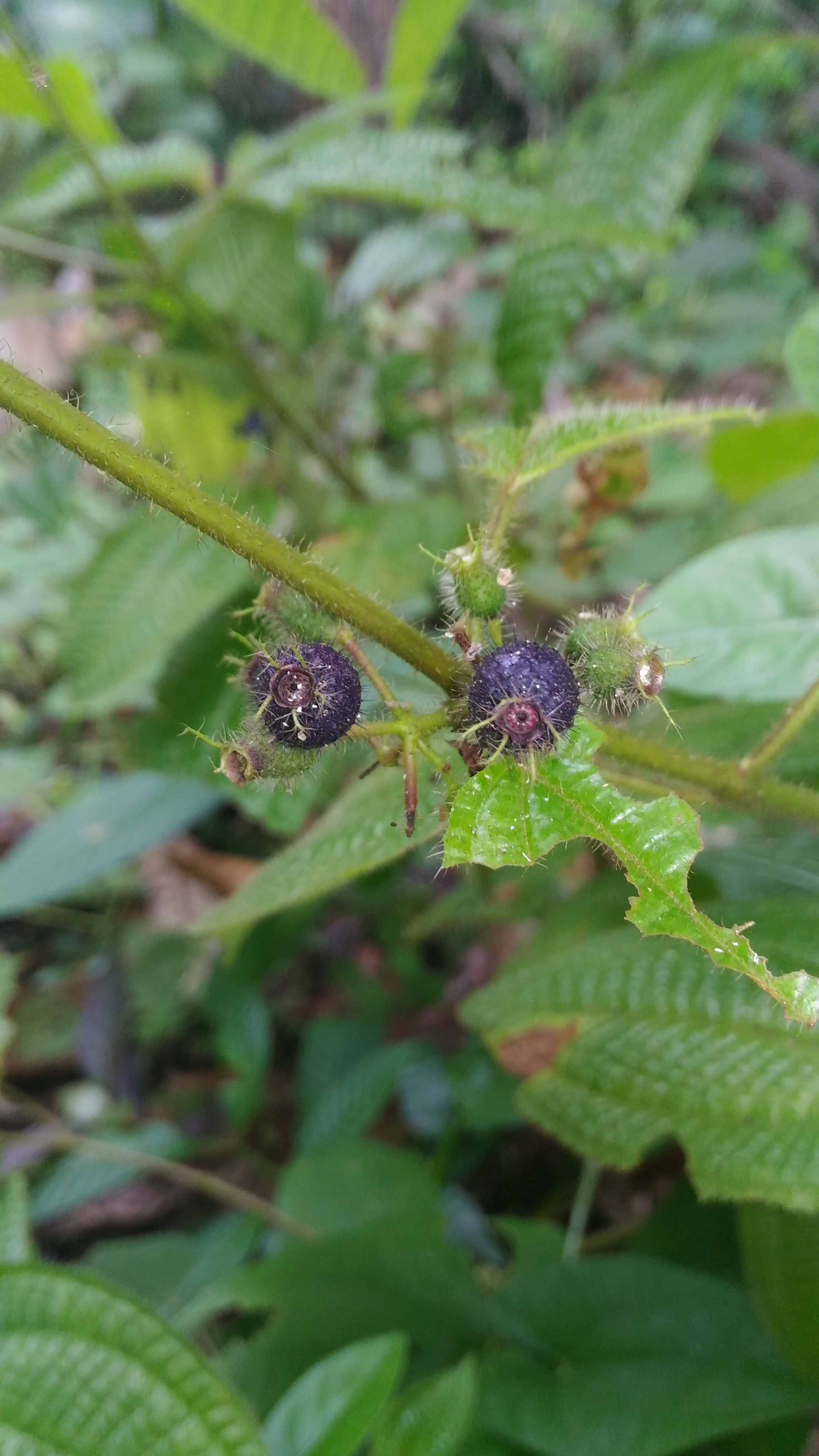
Fruits mûrs.
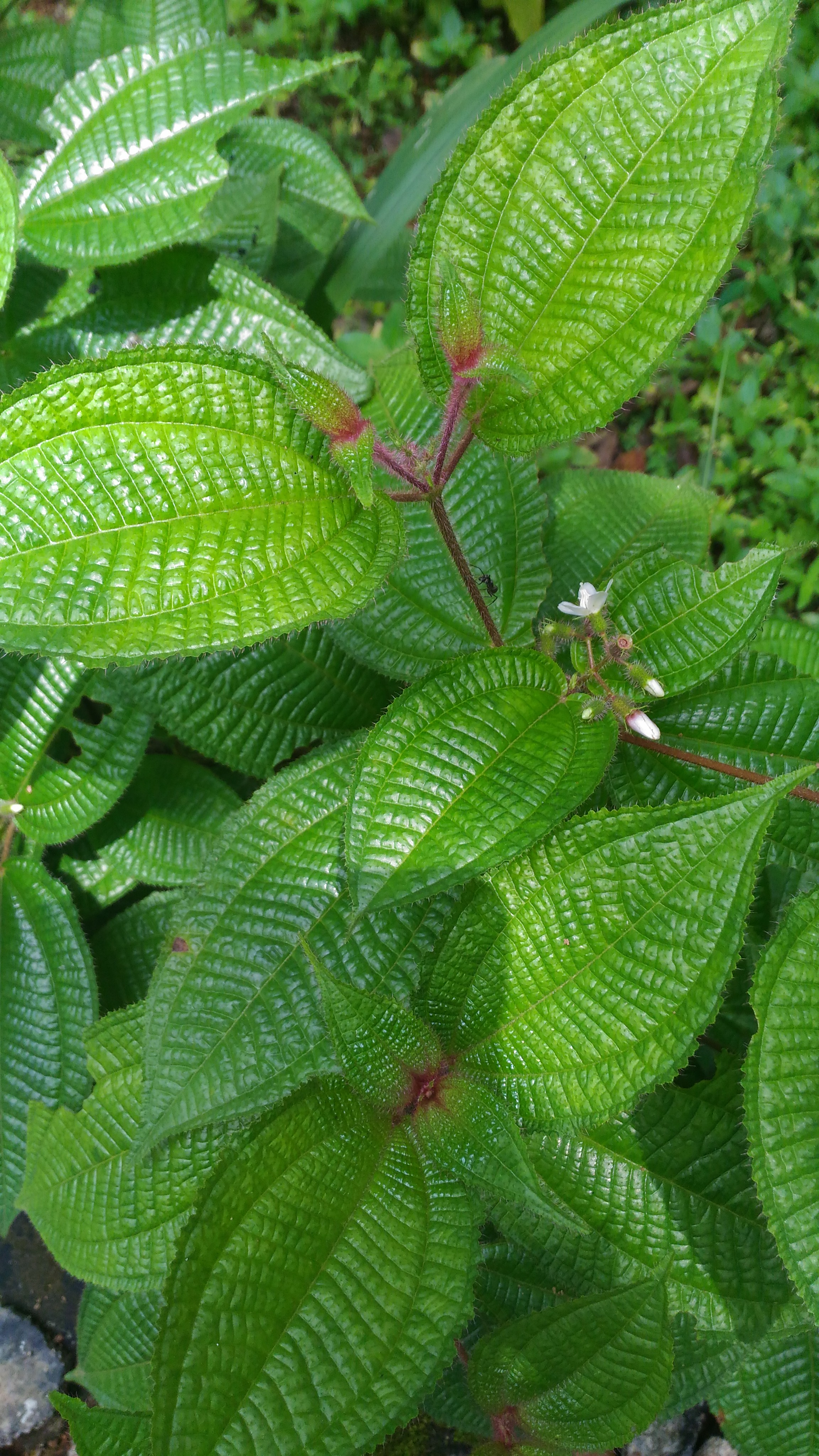
Feuillage.